# Muerte y funeral de Estado de Sebastián Piñera
El 6 de febrero de 2024, el Gobierno de Chile confirmó el fallecimiento de Sebastián Piñera, expresidente de la república, a los 74 años de edad, debido a un accidente de helicóptero en la comuna de Lago Ranco, ubicada en la región de Los Ríos, Chile, mientras se encontraba de vacaciones.
Tras confirmarse su fallecimiento, El presidente de Chile, Gabriel Boric en discurso en el Palacio de la Moneda, decretó duelo nacional por tres días y declaró que Piñera recibiría un funeral de Estado.

## Accidente
Sebastián Piñera, quien al momento del accidente poseía una residencia de veraneo en el sector de bahía Coique, en la comuna de Futrono, había acudido el 6 de febrero de 2024 junto con su hermana Magdalena, el empresario Ignacio Guerrero y Bautista Guerrero, hijo de este último, a un almuerzo en casa del empresario José Cox, ubicada en el sector de Ilihue, en la comuna de Lago Ranco, pilotando su helicóptero particular, color blanco, Robinson R44 Raven II, matrícula CC-PHP, 1995. Tras el almuerzo y una vez iniciado el vuelo de regreso, la aeronave a pocos metros de la orilla y habiendo hecho un golpe en la superficie en el agua, perdió el control y capotó a las aguas del lago Ranco en el sector de Ilihue tras avanzar solo algunos metros.
Cercanos al expresidente recalcan que la visibilidad del vehículo pudo haber disminuido al verse empañados los vidrios del plexiglás lo que provocó una desorientación espacial.
A las 14:57 (UTC-3), Carabineros de Chile recibió el reporte de la caída del helicóptero, mientras que las primeras informaciones señalaban que habría un fallecido y tres sobrevivientes, José Cox tomó su lancha dirigiéndose al lugar del accidente para intentar ayudar. El cuerpo sin vida de Piñera fue rescatado por personal de bomberos pasadas las 16:00 y trasladado en lancha hasta la capitanía de puerto de Lago Ranco. El buzo que participó del rescate en el lago, relató que el cadáver flotaba fuera de la aeronave hundida, sin cinturón de seguridad ni elementos que lo sujetaran, a 28 m de profundidad. Entre que se dio el llamado de alerta y se entregó el cuerpo de Piñera a Carabineros transcurrieron menos de 40 minutos.
El fallecimiento de Piñera fue confirmado cerca de las 17:00 mediante un comunicado entregado por su propia oficina de prensa, y con una vocería realizada por la ministra del Interior, Carolina Tohá. La Dirección General de Aeronáutica Civil confirmó que los otros tres ocupantes de la aeronave sobrevivieron.
Tras confirmarse su deceso, el presidente Gabriel Boric decretó duelo nacional por tres días, a través de una cadena nacional emitida pasadas las 18:00. En su mensaje también confirmó la realización del funeral de Estado, para lo cual fue designado el ministro de Relaciones Exteriores, Alberto van Klaveren, como encargado del comité para su organización. Boric calificó a Piñera de «demócrata desde la primera hora».
Durante la tarde del mismo día, decenas de personas se acercaron hasta el domicilio del expresidente ubicado en Las Condes para expresar sus condolencias. Renovación Nacional, partido donde militó por más de 20 años, instaló un libro de condolencias en su sede ubicada en Providencia, tras lo cual se anunció la apertura al público de todas sus sedes a nivel nacional. Paralelamente, se realizó un responso fúnebre en la capilla de Bahía Coique, en Futrono, al cual asistió la viuda del exmandatario, Cecilia Morel. Durante horas de la noche, el cuerpo del expresidente fue trasladado desde Lago Ranco hacia Valdivia para la realización de la autopsia correspondiente. Realizada la autopsia por el Servicio Médico Legal, su cuerpo fue retirado por su familia la mañana del 7 de febrero, comenzando su traslado desde Valdivia hacia Santiago. La autopsia confirmó que la causa de muerte del exmandatario fue asfixia por sumersión.

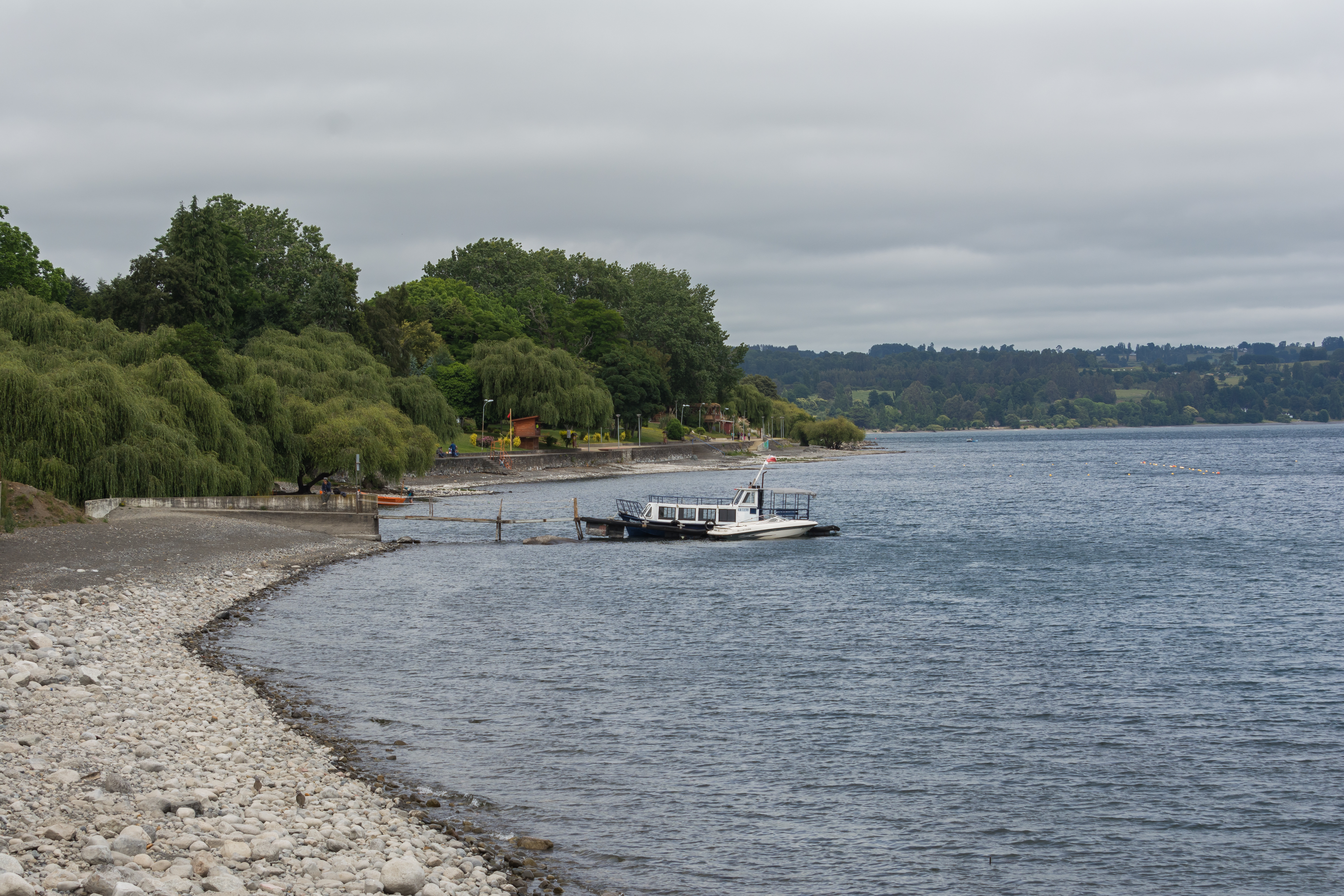
Lago Ranco en 2019, lugar donde falleció Piñera.

Durante esa misma mañana Fabio Valdés, amigo del exmandatario, entregó en Radio Agricultura información detallada acerca del accidente, la cual pudo recopilar a partir de fuentes cercanas. En sus declaraciones señaló que si bien las condiciones climáticas en el lago no eran óptimas, tanto Sebastián Piñera como José Cox (ambos pilotos) concluyeron que el viaje en helicóptero no sería riesgoso debido a que el trayecto era de solo siete minutos; sin embargo, una vez iniciado el vuelo el parabrisas de la aeronave quedó completamente empañado, perdiendo toda visibilidad, por lo que el expresidente intentó sin éxito retornar a la casa de Cox cuando se encontraba a unos 100 m de la misma, cayendo finalmente la aeronave a las aguas del lago. Valdés agregó además que el helicóptero habría caído hacia el costado donde se encontraba el expresidente pilotando, el cual quedó sumergido; tras lo cual Ignacio Guerrero, quien iba en el costado opuesto, abrió las puertas de la aeronave desde donde logró salir junto a los otros dos sobrevivientes. Nuevos detalles surgieron días después cuando Bautista Guerrero, sobreviviente del accidente, comentó que había sido él quien abrió las puertas de la aeronave cuando comenzó a hundirse, y que justo antes de capotar el expresidente cambió el rumbo de la aeronave buscando mejor visibilidad. José Cox acudió al rescate de los sobrevivientes en una lancha junto a su hijo tras percatarse del accidente, a lo que se sumó posteriormente otra embarcación.

## Velatorio y funeral

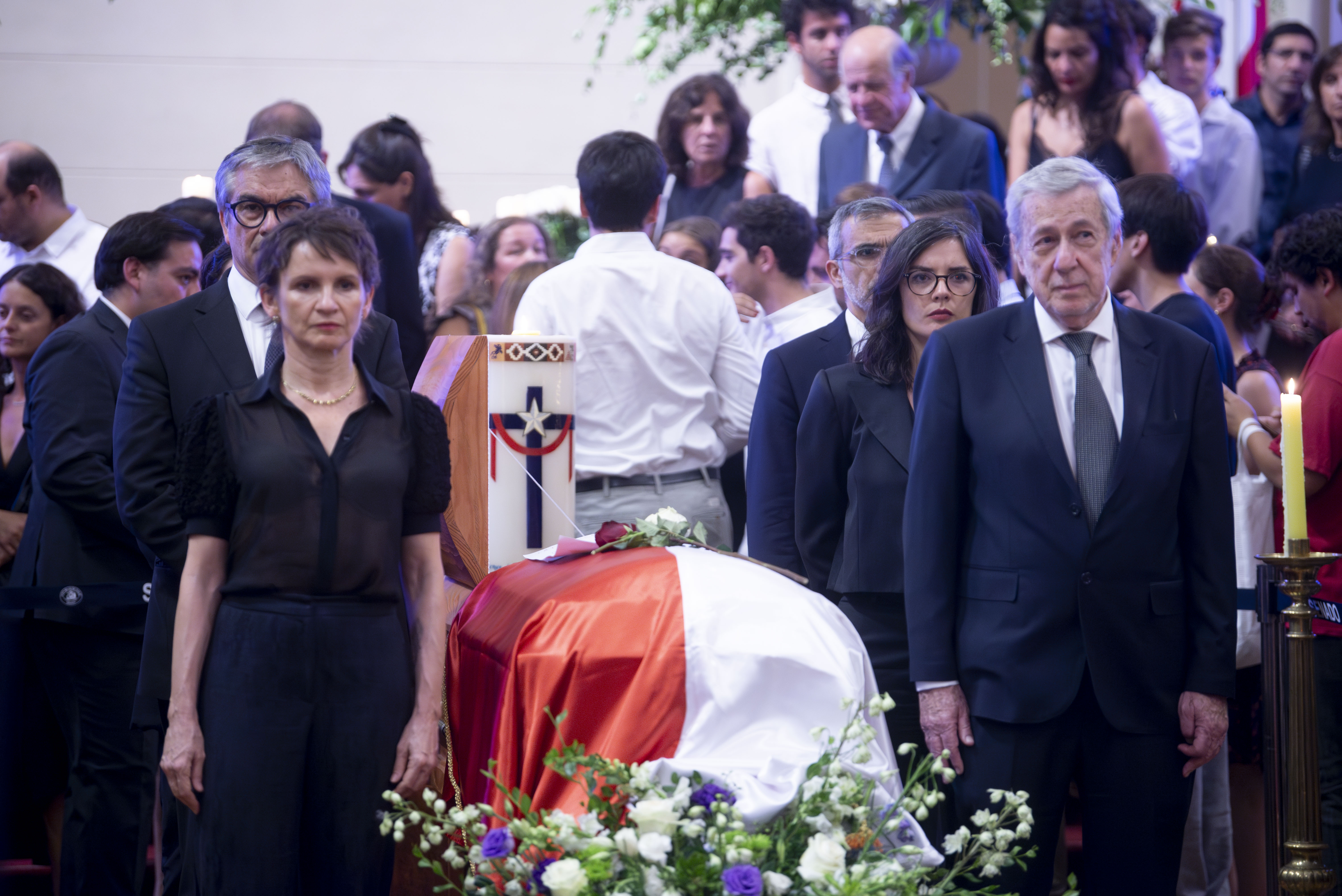
Ministros del gobierno de Gabriel Boric realizan una guardia de honor junto al féretro de Sebastián Piñera en el palacio del ex Congreso Nacional de Chile.

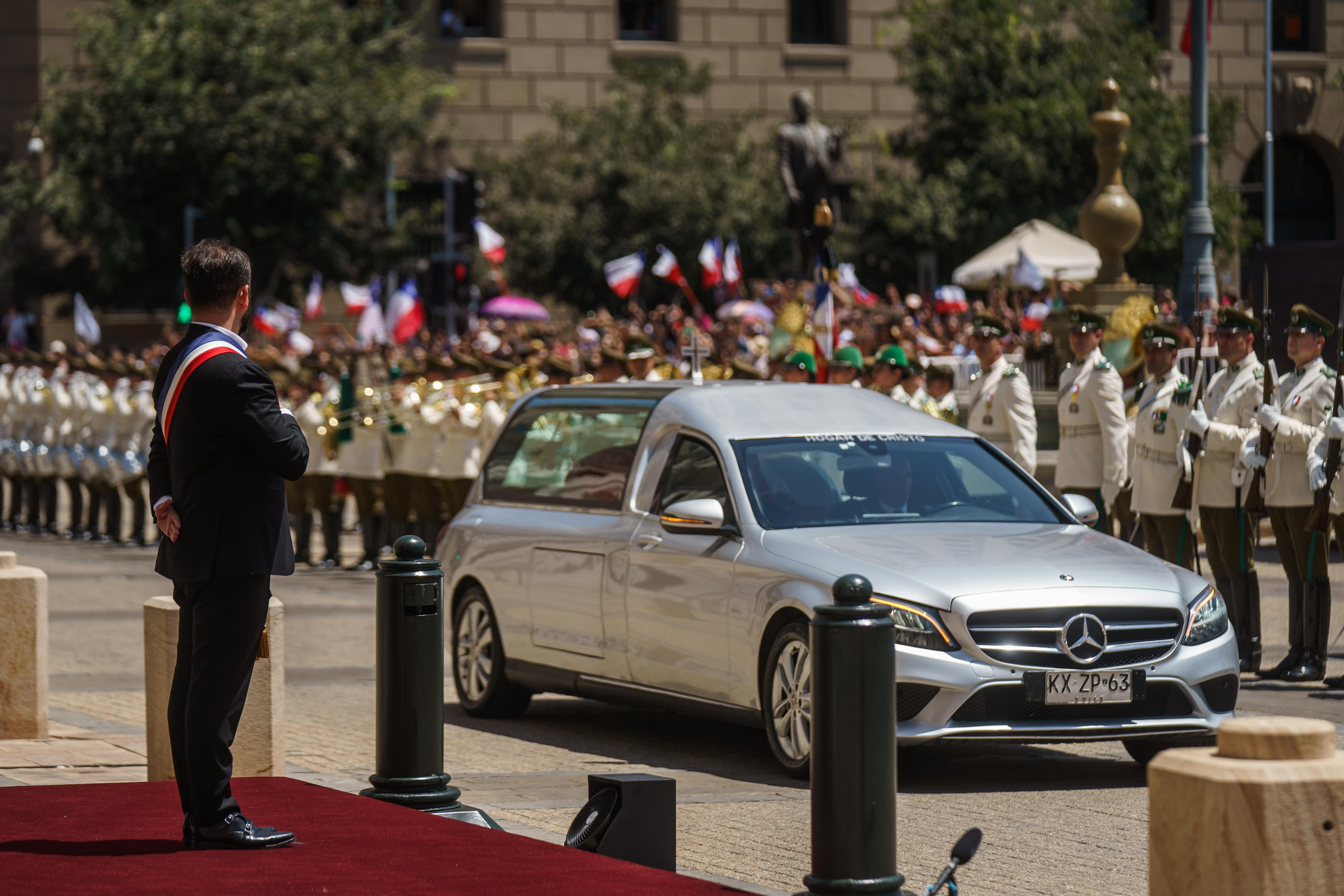
El presidente Gabriel Boric y la Guardia de Palacio realizan un homenaje a Sebastián Piñera frente al Palacio de La Moneda.

El 7 de febrero, el ministro de Relaciones Exteriores, Alberto van Klaveren, entregó detalles sobre la organización del velatorio y funeral de Estado de Sebastián Piñera, zanjado con la familia y su figura de enlace, el exministro del interior y primo del expresidente, Andrés Chadwick. El funeral se inició ese mismo día una vez que el avión de la Fuerza Aérea de Chile que transportó los restos de Piñera desde Valdivia, aterrizara en el aeropuerto Arturo Merino Benítez. En la losa del Grupo 10 de la FACH en Pudahuel, los restos y la familia fueron recibidos por el presidente Gabriel Boric, acompañado de algunos ministros y ministras. Luego se le rindieron honores por parte de la Fuerza Aérea y el cortejo partió rumbo a la sede en Santiago del Congreso Nacional, donde los restos del expresidente fueron velados con acceso libre a la ciudadanía. Cerca de 12 000 personas desfilaron ante sus restos en dicho lugar.
El velatorio se extendió hasta el día viernes 9 en la mañana, cuando los restos fueron trasladados hasta la Catedral Metropolitana, donde el arzobispo de Santiago, Fernando Chomalí, ofició la misa fúnebre. Una vez terminada la misa, pasaron frente al Palacio de La Moneda donde se le rindió un homenaje por parte de la guardia de Palacio y por parte del presidente Gabriel Boric. Posteriormente, los restos fueron trasladados al Cementerio Parque del Recuerdo, donde se llevó a cabo una ceremonia privada por parte de la familia.

### Dignatarios nacionales que asistieron al funeral

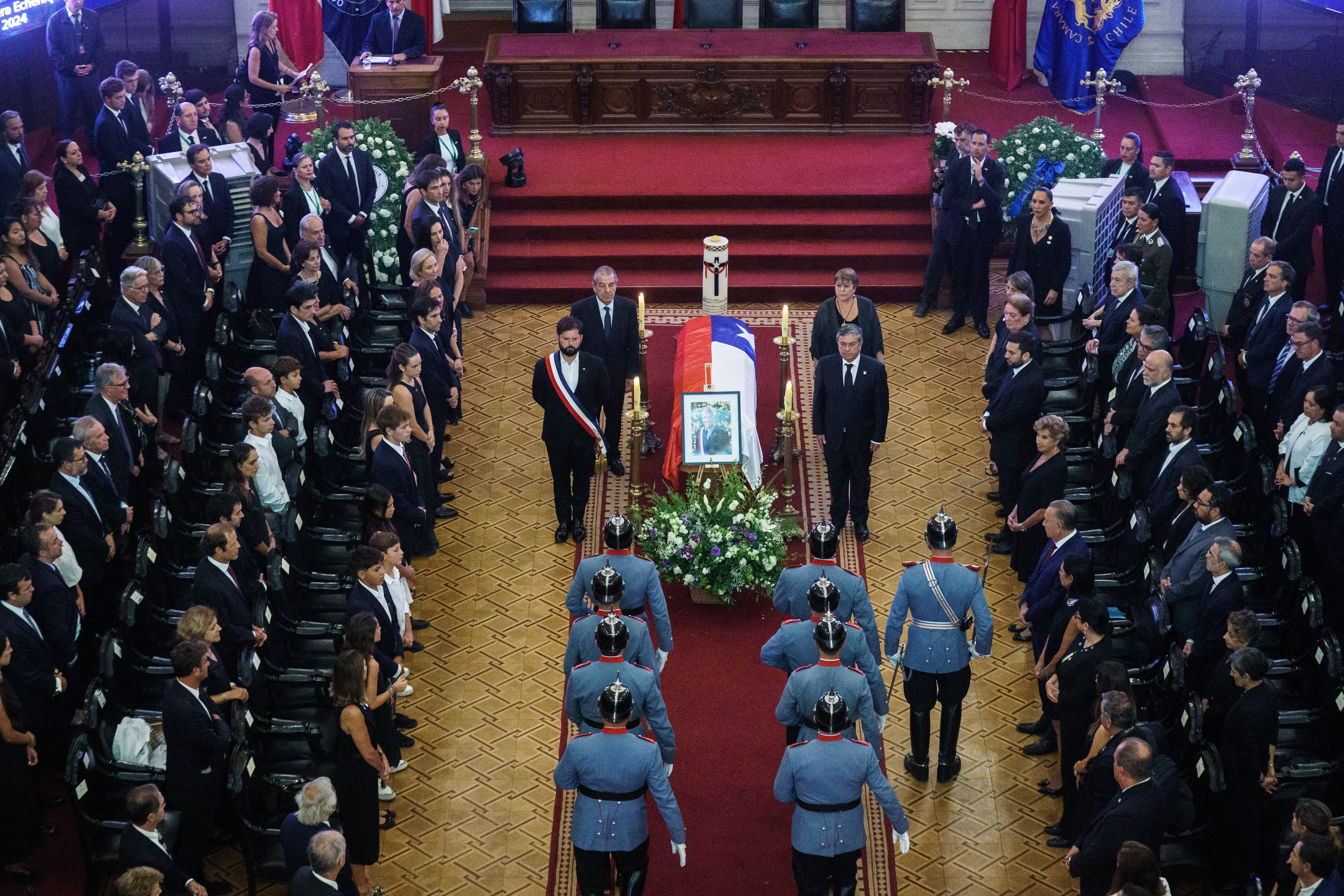
Gabriel Boric, Eduardo Frei Ruiz-Tagle, Michelle Bachelet y Juan Antonio Coloma junto al féretro de Sebastián Piñera durante la ceremonia de homenaje institucional en el Congreso Nacional.

- Gabriel Boric, presidente de la República.[30]
- Michelle Bachelet, expresidenta de la República.[31]
- Eduardo Frei Ruiz-Tagle, expresidente de la República.[31]
- Ricardo Blanco Herrera, presidente de la Corte Suprema.[30]
- Juan Antonio Coloma Correa, presidente del Senado.[30]

### Dignatarios extranjeros que asistieron al funeral
- Guillermo Lasso, expresidente de Ecuador (2021-2023).[32]
- Mario Abdo Benítez, expresidente de Paraguay (2018-2023).[32]
- Sergio Díaz-Granados, Presidente ejecutivo CAF - Banco de Desarrollo de América Latina.[32]
- Leopoldo Francisco Sahores, Secretario de Relaciones Exteriores de Argentina.[33]
- Roberto Izurieta, secretario general de Comunicación de la Presidencia de Ecuador.[30]
- Nicolás Albertoni, subsecretario de Relaciones Exteriores de Uruguay.[34]
- Elmer Schialer, secretario de Relaciones Exteriores de Perú.[30]

## Reacciones

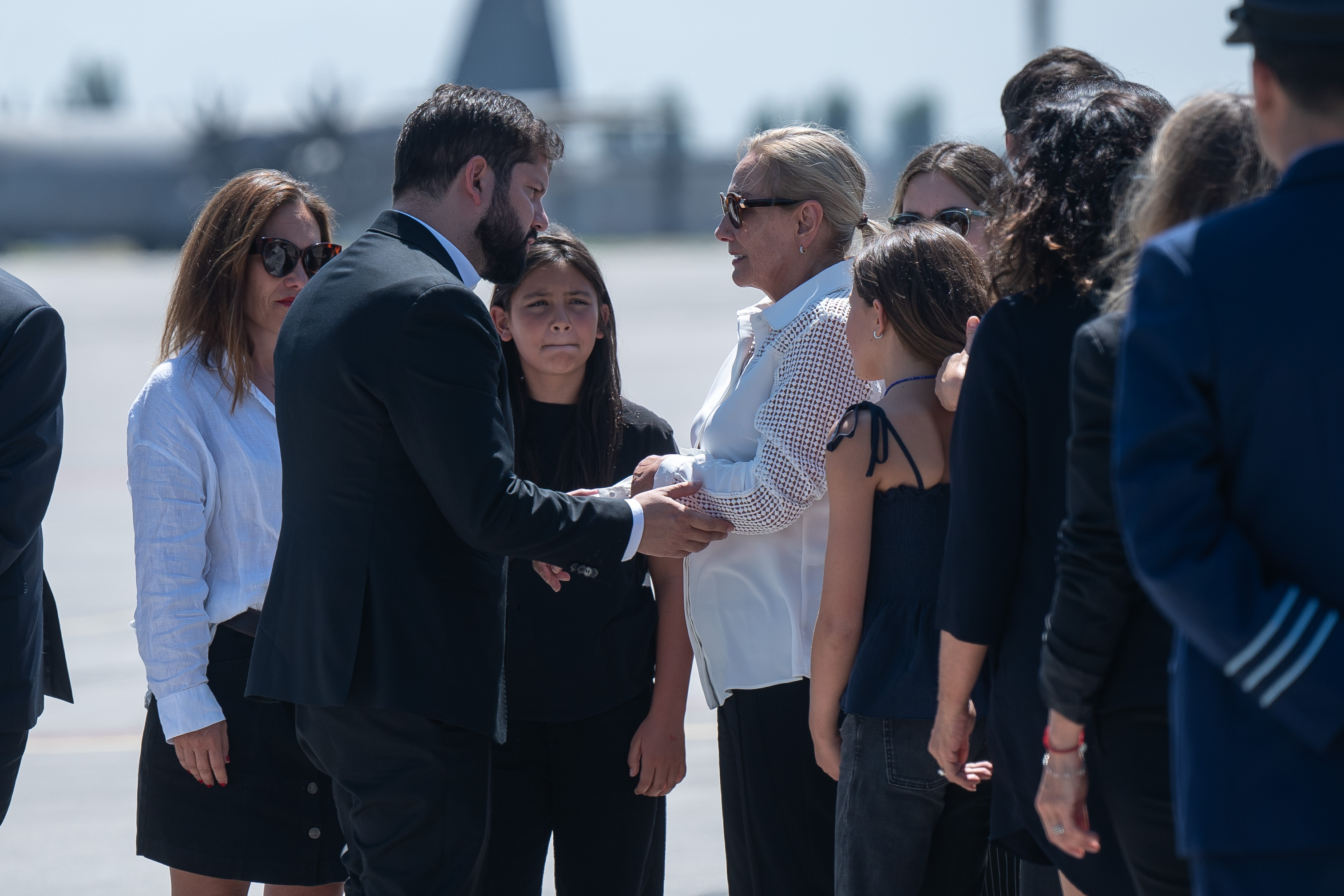
El presidente de la República Gabriel Boric entrega sus condolencias a Cecilia Morel, viuda del expresidente

### Nacionales

#### Figuras políticas
- Alberto van Klaveren: el ministro de Relaciones Exteriores extendió sus condolencias a la familia, amigos y colaboradores del exmandatario y agregó: «Comparto la conmoción tras su partida, y destaco su trayectoria como un gran servidor público y defensor de los intereses de Chile. Que su legado sea recordado con respeto y gratitud».[35]
- Álvaro Elizalde: el ministro Secretario General de la Presidencia señaló: «Lamento profundamente la muerte del expresidente Sebastián Piñera en un trágico accidente. Mis más sentidas condolencias a su familia, amigos y colaboradores».[36]
- Andrés Chadwick: el ex ministro del Interior declaró que «los verdaderos líderes son los que conquistan el corazón de la gente y el Presidente Piñera, con su muerte y en su trayectoria, ha quedado demostrado que supo conquistar el cariño, supo conquistar el respeto. Y ese sí que es un legado importante para el país».[37]
- Camila Vallejo: la ministra Secretaria General de Gobierno declaró: «lamento profundamente la trágica muerte del expresidente Sebastián Piñera. Enviamos nuestras más sinceras condolencias a su familia, sus seres queridos, amigos, cercanos y a su partido, Renovación Nacional, en estos momentos de dolor, por un accidente tan triste y repentino. Quien fue dos veces electo Presidente de Chile, tendrá los honores y reconocimientos que se merece. Mis pensamientos están especialmente con Cecilia, su compañera de vida, sus hijas e hijos, su familia».[38]
- Carolina Tohá: la ministra del Interior declaró que expresa su conmoción por la tragedia y le hace llegar un abrazo solidario a la familia y cercanos de Sebastián Piñera; y también a todas las chilenas y chilenos, porque Sebastián Piñera «fue un presidente democrático», y en dos ocasiones, y que merece honores y reconocimiento republicano.[39]
- Carlos Montes: el ministro de Vivienda y Urbanismo lamentó el fallecimiento del expresidente y envió sus respetos y condolencias a su familia y amigos, señalando: «no estuvimos de acuerdo en muchos planos, pero nunca tuve dudas que su entrega era por Chile».[40]
- Claudio Orrego: el gobernador de la Región Metropolitana lamentó el fallecimiento del expresidente, señalando: «Le mando un abrazo y más sentido pésame a su familia, amigos y colaboradores. Reconozco y valoro su profunda vocación democrática y la pasión con la que sirvió a Chile».[40]
- Daniel Jadue: el alcalde de Recoleta declaró que: «Pese a nuestras profundas diferencias, lamentamos la trágica muerte [de Sebastián Piñera]», y envió condolencias a sus familiares, amigos y partido político.[41]
- Eduardo Frei Ruiz-Tagle: el expresidente expresó su «profunda tristeza y consternación» y manifestó que «se va un líder de los últimos 30 años»[42] y que «fue un servidor público de claras convicciones democráticas y republicanas [...] siempre buscó servir a Chile con gran pasión».[43]
- Evelyn Matthei: la alcaldesa de Providencia afirmó que Piñera siempre buscó una solución democrática a los problemas de Chile.[44] Declaró, además: «la tristeza es muy profunda. Se nos ha ido inesperadamente el Presidente  [sic] Sebastián Piñera. Un gran amigo, un gran líder. Apasionado por Chile, apasionado por la vida. No hay palabras para estos momentos, solo dar las más sinceras condolencias a Cecilia y a toda su familia.»[45]
- Fidel Espinoza: el senador y expresidente de la Cámara de Diputadas y Diputados extendió sus condolencias a la familia Piñera-Morel a través de X/Twitter, agregando: «Ninguna diferencia política puede no dejarnos expresar nuestro pesar por su deceso».[46]
- Gabriel Boric: el presidente de Chile dijo que el suceso conmueve y enluta al país en circunstancias ya difíciles por los incendios forestales. Además, declaró que «con profundo pesar quiero expresar mis condolencias que se las transmití personalmente a sus hijas, a su familia, a todos sus cercanos y a quienes fueron parte de sus dos gobiernos. En especial, hago llegar un cariñoso abrazo fraterno a su esposa Cecilia Morel [y] a sus [cuatro] hijos [...]. Y, también, a todos los chilenos y chilenas que hoy reciben esta noticia con pesar y dolor.»[47]
- Heraldo Muñoz: el excanciller durante el segundo gobierno de Michelle Bachelet recordó cuando el entonces presidente electo Piñera lo invitó a seguir como agente en representación de Chile en la Corte Internacional ubicada en La Haya y lo felicitó tras el triunfo de Chile en la corte.[48][49]
- Irací Hassler: la alcaldesa de Santiago extendió sus condolencias a través de X/Twitter: «Lamento el sensible fallecimiento del ex Presidente Sebastián Piñera en este trágico accidente. Envío mis condolencias a la familia Piñera Morel y a sus seres queridos en este doloroso momento».[40]
- Joaquín Lavín: el ex ministro de Educación le brindó la despedida al expresidente Sebastián Piñera, al declarar: «¡Hasta siempre, Presidente! Un fuerte abrazo y todas mis oraciones para Cecilia y su familia».[50]
- José Antonio Kast: el excandidato presidencial declaró que: «lamento profundamente el fallecimiento del expresidente Sebastián Piñera. Fue un gran servidor público y entregó los mejores años de su vida a servir a Chile. Un abrazo y nuestras oraciones como familia por él, sus seres queridos y sus cercanos en estas horas de dolor y tristeza».[51]
- José Miguel Insulza: el senador declaró conmocionado «estoy muy triste, cuando muere un presidente de un país democrático se enluta todo el país [...] Todo el país lo eligió dos veces presidente y es bien doloroso verlo desaparecer ahora».[52][53]
- Karla Rubilar: la exintendente de la región Metropolitana reaccionó en vivo a la confirmación de la muerte muy conmocionada y recalcó que el expresidente fue su mentor político y le permitió realizar su carrera política.[54]
- Katherine Martorell: la exsubsecretaria de Prevención del Delito y jefe del comando de Sebastián Sichel dijo que el expresidente «buscó que la democracia prevaleciera sobre cualquier otra situación»[55]
- Laurence Golborne: el ex ministro de Minería declaró consternado que «Sebastián va a quedar en la historia de nuestro país». Golborne expresó sus condolencias y recordó el rol de Sebastián Piñera en la política.[56]
- Maisa Rojas: la ministra de Medio Ambiente señaló en redes sociales: «Lamento mucho el fallecimiento del ex presidente de la República, Sebastián Piñera. En este difícil momento envío mis más sinceras condolencias a su familia, amigos, seres queridos y colaboradores».[40]
- Manuel Monsalve: el subsecretario del Interior manifestó su pesar por la muerte del expresidente, destacando que «recibirá los honores con un funeral de Estado, como corresponde a quien, en dos oportunidades, los chilenos y chilenas eligieron democráticamente como Presidente de la República».[57]
- Mario Marcel: el ministro de Hacienda y expresidente del Banco Central extendió sus condolencias «a su familia, a sus amigos y colaboradores y a todos quienes lo apoyaron en sus dos periodos presidenciales».[58]
- Michelle Bachelet: la expresidenta de Chile declaró que «lamento profundamente el fallecimiento del expresidente Sebastián Piñera. En estos difíciles momentos, mis condolencias a su familia, amigos y seres queridos, a Renovación Nacional y a todas las chilenas y chilenos que hoy sufren con su pérdida. Valoré siempre el compromiso del ex Presidente Piñera con nuestro país y con la democracia, así como su trabajo incansable y su servicio a la nación. Que descanse en paz».[59]
- Osvaldo Andrade: el exministro del Trabajo y Previsión Social, manifestó que «al país le va a hacer falta una figura como la de él» y recordó la preocupación del expresidente por las torturas que recibió Andrade durante un viaje al cual fue invitado por éste a la Antártica Chilena.[60][61]
- Pablo Milad: el actual presidente de la ANFP y exintendente de la Región del Maule expresó sus condolencias, señalando que el exmandatario será recordado como «una persona que siempre estuvo interesada en el desarrollo y modernización del fútbol chileno, en mejorar y renovar la infraestructura de nuestros estadios y promover una cultura de práctica deportiva y vida sana entre chilenas y chilenos».[62] Además, confirmó que el exmandatario será homenajeado junto a las víctimas de los incendios forestales en la zona central con un minuto de silencio previo a la Supercopa de Chile 2024.[63]
- Pablo Piñera: el hermano del expresidente declaró que «murió en su ley (...) en la forma que le habría gustado morir».[64]
- Paula Daza: la exsubsecretaria de Salud Pública señaló en redes sociales: «Hoy perdimos un gran Presidente de Chile, líder y estratega. En lo personal el presidente fue un referente, guía y consejero. Hoy le rindo mi más sincero homenaje y mis condolencias a su familia que tanto estimo y respeto».[40]
- Ricardo Lagos: el expresidente de la República entregó —junto a su esposa— el pésame por el deceso, declarando que «compartimos el dolor por el trágico fallecimiento del expresidente Sebastián Piñera Echenique. Le enviamos nuestras sentidas condolencias a su esposa Cecilia Morel, a sus hijos, hermanos y nietos. Sebastián Piñera trabajó por el fortalecimiento del diálogo democrático y la búsqueda de acuerdos en beneficio de la ciudadanía. Que este legado esté siempre presente en las tareas que tenemos por delante».[65]
- Rodrigo Delgado: el ex ministro del Interior declaró que «su legado [de Sebastián Piñera] se va a ir construyendo en el tiempo», y lo destacó por su capacidad de gestión, indicando que esto le permitió encabezar dos veces la presidencia de la República y convertirse en uno de los líderes más importantes de la centroderecha».[66]
- Sebastián Sichel: el ex ministro de Desarrollo Social declaró: «un dolor gigante la muerte del Ex Pdte. Piñera. Se va un líder que quería y creía en Chile. La historia le será justa por su servicio a la República y la Democracia. Agradecido eternamente por la confianza que depositó en mí».[67]

#### Figuras mediáticas
- Alexis Sánchez: el jugador profesional de fútbol expresó sus condolencias en redes sociales.[68]
- Cecilia Bolocco: La modelo y animadora de televisión expresó sus condolencias, calificando el deceso como una «lamentable pérdida para Chile», tras lo cual agregó: «mi corazón esta noche está con Cecilia Morel, sus hijos, nietos y familia. Mis más sentidas condolencias a todos ellos».[69]
- Fernando Paulsen: el periodista del canal de noticias CNN Chile, contó la anécdota en que Sebastián Piñera le preguntó si él tenía algún problema con que fuese jefe del canal Chilevisión y que eso lo «impactó profundamente».[70]
- Jordi Castell: el fotógrafo y comentarista de espectáculos recordó al expresidente en redes sociales, destacando los avances a favor de la comunidad LGBT+ durante sus mandatos, señalando: «Gracias Sebastián Piñera por dejar un legado de inclusión a nuestra comunidad».[71]
- Los 33 mineros rescatados el 2010 por el presidente Piñera expresaron su agradecimiento al exmandatario y condolencias a su familia, Mario Sepúlveda lo plantea como «un referente».[72]
- Mario Kreutzberger (Don Francisco): el animador de televisión declaró que: «con profundo pesar, recibí hoy la trágica noticia del fallecimiento del expresidente chileno Sebastián Piñera. En varias ocasiones, tuve oportunidad de reunirme con él, en especial por temas relacionados con nuestra Teletón, siempre se mostró muy amable y dispuesto a colaborarnos. Su vida y trayectoria estuvo sin duda marcada por su vocación de servicio público, que lo llevó dos veces a la presidencia de Chile. Desde la distancia, envío mi abrazo y sinceras condolencias a su familia y amigos».[73]
- Martín Cárcamo: el animador de televisión de Canal 13, entregó su pésame, declarando: «mis condolencias profundas en estos momentos tan dolorosos para la familia Piñera Morel y todas las personas que, de una u otra forma, fueron cercanas al expresidente Sebastián Piñera Echenique. Muchas veces lo entrevisté y, más de alguna vez, pudimos conversar fuera de cámara. Siempre dispuesto y abierto a una conversación, ya fuera de grandes temas país o simples y lindas conversaciones sobre la vida misma. Descanse en paz.»[69]
- Miguel Piñera: el empresario, cantante y hermano de Sebastián declaró que «Sebastián nos dejó el día de hoy [6 de febrero], a los 74 años de edad, luego de un accidente de helicóptero. Su partida deja un gran vacío en nuestras vidas. Fue un hombre de familia ejemplar, un empresario visionario, un líder político excepcional y un tremendo hermano. Su legado estará marcado por su incansable lucha por la libertad, la democracia y el desarrollo de nuestro país. Será recordado por su carisma, su energía y su optimismo contagioso. Su espíritu incansable y su profunda convicción en el futuro de Chile siempre nos inspirarán. En este momento de dolor, rogamos por su eterno descanso. Descansa en paz, hermanito».[74]
- Mónica Rincón: la periodista del canal de noticias CNN Chile, envió sus condolencias a la familia del expresidente, para después agregar una reflexión: «Con sus luces y sombras, como dijo el presidente Boric, fue un demócrata (...)  Ojalá que de izquierda a derecha todos aprendieran que en política hay adversarios y no enemigos».[69]
- Soledad Onetto: la periodista de Canal 13, quien realizó la última entrevista al expresidente antes de finalizar su segundo mandato, recordó dicha experiencia señalando: «Al preguntarle por su legado, me respondió sin dudar: será la historia la que me juzgará», tras lo cual envió sus condolencias: «Un gran abrazo a Cecilia, sus hijos, nietos, familiares y amigos. Un honor entrevistarlo en tantas ocasiones».[69]

#### Organismos e instituciones
- FFCh, ANFP y clubes profesionales de fútbol: los entes encargados del fútbol chileno realizaron un comunicado enviando sus condolencias por el fallecimiento de Sebastián Piñera.[75] A su vez, todos los clubes profesionales realizaron comunicados o publicaciones en redes sociales enviando sus condolencias.[76][77][78]
- Corporación Santiago 2023: la entidad encargada de la organización de los Juegos Panamericanos y Parapanamericanos de 2023 envió sus condolencias a la familia y amigos del expresidente, mediante un comunicado donde se destacó su rol en la creación de la misma.[79]
- Fundación Iguales y MOVILH: manifestaron que el presidente hizo «avances indiscutibles en pro de la igualdad», realizando guardia de honor en su velorio[80] y destacando su compromiso con la agenda de género que promueven y dando sus condolencias a la familia.[81]
- Fundación Teletón: la fundación recordó al expresidente a través de redes sociales, extendiendo sus condolencias «a su familia, amigos, colaboradores y a todo el país».[82]
- TVN: la emisora de televisión estatal declaró que: «lamenta el sensible fallecimiento del expresidente de la República, Sebastián Piñera Echenique, y envía sus más sentidas condolencias a su familia, amigos y seres queridos, además de Renovación Nacional, partido político donde militó durante más de veinte años». A esto se suma que la señal estatal decidió modificar el logo de su imagen corporativa, alternando con el color negro, como expresión de luto por los días de duelo nacional decretados por la autoridad.[83]

### Internacionales

#### Sudamérica
- Argentina: El presidente argentino, Javier Milei, lamentó profundamente la muerte del expresidente chileno y envío las condolencias en nombre del pueblo argentino a la familia y pueblo chileno.[84] También los expresidentes, Alberto Fernández, Cristina Fernández y Mauricio Macri elevaron sus condolencias.[85] En la Cámara de Diputados de la Nación Argentina, el parlamentario Miguel Pichetto interrumpió la sesión del debate sobre los artículos de la Ley Ómnibus, para realizar un minuto de silencio debido a la muerte del expresidente el mismo día 6 de febrero. «Creo que vale hacer un breve homenaje, un minuto de silencio a un ex Presidente de la República hermana de Chile», dijo el diputado.[86][87][88]
- Bolivia: A nombre del Estado Plurinacional de Bolivia, el presidente, Luis Arce, eleva las condolencias a la familia y al pueblo hermano chileno. También, enviaron sus condolencias los expresidentes Evo Morales, Carlos Mesa, Jorge Quiroga, Eduardo Rodríguez y la exmandataria transitoria, Jeanine Áñez.[85]

- Brasil: El presidente brasileño, Lula Da Silva, comunicó su dolor por la muerte del expresidente y envío su más sentido pésame a la familia y amigos. También, los expresidentes Michel Temer y Jair Bolsonaro enviaron sus respectivas condolencias.[85]

- Colombia: Los expresidentes colombianos, Andrés Pastrana, Iván Duque, Juan Manuel Santos y Álvaro Uribe, enviaron sus condolencias a la familia y al pueblo chileno.[85] Horas después, el presidente Gustavo Petro, también se refirió sobre su muerte, lamentando su pérdida y expresando su condolencias a sus familiares.[89]

- Ecuador: El expresidente Guillermo Lasso envío su pésame a la familia, en especial a su esposa Cecilia Morel y al gran pueblo chileno. También se sumó a las condolencias el expresidente Rafael Correa, quien mencionó que a pesar de las diferencias ideológicas, siempre mantuvo una buena relación con el exmandatario.[85] Lenín Moreno también se sumó a las condolencias sobre la muerte de Sebastián Piñera.[90]

- Paraguay: El presidente Santiago Peña lamentó el fallecimiento y expresó sus condolencias. Desde Paraguay se sumó a las condolencias los expresidentes, Mario Abdo Benítez y Horacio Cartes.[85]

- Perú: a nombre de la presidenta Dina Boluarte, su equipo elevó un comunicado lamentando la pérdida. También, los expresidentes Ollanta Humala, Martín Vizcarra, Manuel Merino y Francisco Sagasti, expresaron sus condolencias al pueblo chileno.[85][91][92]

- Uruguay: El presidente uruguayo, Luis Lacalle Pou, publicó vía X sus condolencias dirigidas a los chilenos y familiares. También se sumaron de manera individual los expresidentes José Mujica y Julio María Sanguinetti.[85]

- Venezuela: Nicolás Maduro expresó que se une al duelo del pueblo chileno y lamenta el fallecimiento del expresidente Piñera. El expresidente de la Asamblea Nacional, Juan Guaidó, lamentó su muerte y lo describió como «un amigo y un aliado sincero en el rescate de la democracia en Venezuela».[93]

#### Centroamérica y el Caribe
- Costa Rica: El Gobierno de Costa Rica manifestó los profundos sentimientos de pesar al pueblo y Gobierno de Chile por el fallecimiento del expresidente. También, lo expresidentes Laura Chinchilla y Carlos Alvarado elevaron sus condolencias.[85]
- Cuba: El presidente cubano, Miguel Díaz-Canel, expresó sus condolencias a la familia y amigos del expresidente.[94]

- El Salvador: El presidente salvadoreño Nayib Bukele emitió un comunicado a través de X, mandando sus sinceras condolencias a la «hermana República de Chile» y además mandó condolencias a la familia del expresidente.[95]

- Guatemala: El Ministerio de Relaciones Exteriores de Guatemala, comunico mediante X, sus condolencias a su familia, solidarizándose con el gobierno y el pueblo chileno.[96]
- Honduras: La presidenta hondureña, Xiomara Castro, manifestó su solidaridad con el pueblo chileno ante el fatal accidente del exmandatario.[85]
- Jamaica: El primer ministro Andrew Holness, comunico mediante X, su apoyo al pueblo chileno por la muerte del expresidente Sebastián Piñera y le envió sus profundas condolencias a su familia.[97]

- Nicaragua: Daniel Ortega y su esposa Rosario Murillo también escribieron en una carta dirigida a Boric que «con todo respeto trasladamos a usted nuestras condolencias por el trágico fallecimiento del expresidente de ese hermano país, don Miguel Juan Sebastián Piñera Echenique» y oraron por «su descanso eterno».[85]
- Panamá: El presidente Laurentino Cortizo lamentó la inesperada muerte del exmandatario chileno, y envío sus respectivas condolencias a la familia y pueblo chileno.[85] Los expresidentes Martín Torrijos Espino y Juan Carlos Varela, se sumaron a las condolencias.[98][99]

- República Dominicana: El presidente Luis Abinader a través del Ministerio de Relaciones Exteriores publicó un comunicado en el que hizo extensas sus «sinceras condolencias a sus familiares y allegados. Paz a su alma».[85] El expresidente Leonel Fernández lamentó la noticia de su fallecimiento y le mandó consuelos a personas cercanas al expresidente.[100]

#### Norteamérica
- Canadá: El primer ministro canadiense, Justin Trudeau, declaró estar conmocionado y entristecido, además envío sus condolencias el pueblo chileno y a la familia del expresidente.[94]

- Estados Unidos: El presidente Joe Biden expresó sus condolencias.[101][102][103]

- México: A nombre del gobierno la canciller, Alicia Bárcena, lamentó la muerte del expresidente y elevó las condolencias a la familia amigos y chilenos. También, el expresidente, Felipe Calderón, envió sus condolencias lamentando la muerte del exmandatario chileno, y envía un abrazo a la familia y a los chilenos.[85] El 7 de febrero, la Cámara de Diputados de México, realizó un minuto de silencio por la muerte del expresidente Piñera.[104]

#### Europa
- Alemania: La embajada de Alemania en Chile comunico mediante X, expresó su profunda conmoción por el fallecimiento y envió condolencias a sus familiares y cercanos.[105]
- Ciudad del Vaticano: El papa Francisco envió sus condolencias a través de un telegrama dirigido al presidente Gabriel Boric, en donde señala que se encuentra rezando por el eterno descanso del exmandatario.[106]
- España: El presidente del gobierno español, Pedro Sánchez, ha dicho estar consternado por la trágica muerte del expresidente, y ha enviado sus condolencias a familia, amigos, al gobierno y pueblo chileno.[85] El expresidente español, Mariano Rajoy, también elevó sus condolencias, destacando a Piñera como un político que amaba a su país.[107]
- Francia: El presidente francés, Emmanuel Macron, recordó a Piñera como «una fuerza incansable para el crecimiento y el desarrollo de su país, un líder internacional comprometido con nuestra causa por la Amazonia, un amigo de Francia».[85]
- Irlanda: El presidente Michael D. Higgins visitó la embajada de Chile en Irlanda, para firmar el libro de Condolencias por el fallecimiento de Sebastián Piñera.[108]
- Noruega: El rey Harald V, mediante una carta expresa sus condolencias después del fallecimiento del expresidente Sebastián Piñera.[109]
- Países Bajos: El primer ministro, Mark Rutte comunicó mediante X, su profunda conmoción por la muerte del expresidente y recordó una buena y amistosa colaboración con él.[110]
- Reino Unido: David Cameron, el ex primer ministro británico, declaró estar «profundamente entristecido» por el fallecimiento de un líder, a quien definió como un verdadero amigo.[111] Carlos III, actual monarca, expresó sus condolencias a través de una carta, recordando la visita del exmandatario a Londres en 2010.[112]
- Rusia: El presidente ruso, Vladímir Putin, mediante un telegrama, lamentó el fallecimiento del exmandatario y destacó «una importante contribución personal al desarrollo de las relaciones amistosas entre Rusia y Chile».[113]
- Suecia: Tomas Wiklund, embajador de Suecia en Chile, lamento profundamente el fallecimiento del expresidente.[114]
- Ucrania: El presidente ucraniano, Volodímir Zelensky, expresó sus «sinceros pésames a familiares y cercanos del fallecido y al pueblo chileno».[85]

#### África
- Marruecos: el rey Mohammed VI envió un mensaje expresando al Presidente Boric, a la familia de Piñera y al pueblo chileno «su más sentido pésame y sus sinceros sentimientos de compasión por la muerte de un estadista que dedicó su vida a servir fielmente a los intereses superiores de su país, así como a consolidar sus instituciones democráticas».[115]
- Guinea Ecuatorial: el presidente Teodoro Obiang Nguema Mbasogo envió sus condolencias mediante un comunicado público, en el que manifestó «nuestro más sentido pésame, consternación y dolor, por el fallecimiento en un accidente de helicóptero, de Su Excelencia Sebastián Piñera, ex presidente de la República de Chile».[116]

#### Asia
- Arabia Saudita: el rey Salmán bin Abdulaziz Al Saud y el príncipe heredero Mohamed bin Salmán Al Saud enviaron un mensaje de condolencia y consuelo al presidente Boric.[117]
- China: a nombre del gobierno chino, el portavoz del ministerio de relaciones exteriores, Wan Wenbin, envió un comunicado lamentando la muerte del expresidente, llamándolo «un buen amigo» del pueblo chino[85] y un «estadista».[118]
- Israel: El presidente de Israel, Isaac Herzog, mediante una carta escrita, se lamento por su muerte y destacó la importancia de la estrecha amistad entre ambos países y que  trabajó para profundizar estos vínculos durante sus dos mandatos como presidente.[119]

- Japón: la embajada de Japón en Chile, emitió un comunicado, expresando sus condolencias sobre la muerte del expresidente.[120]
- Omán: el sultán Haitham bin Tariq envió un mensaje de condolencia y consuelo al presidente Boric.[121]
- Palestina: La embajadora del Estado de Palestina en Chile, Vera Baboun, mediante una carta, lamenta el fallecimiento de Sebastián Piñera y agradeciéndolo por haber reconocido al Estado de Palestina como un país en 2011.[122]

#### Organismos internacionales
- Unión Europea: El alto representante de la UE para Asuntos Exteriores, Josep Borrell, en nombre de toda la unión, eleva las condolencias a familia, amigos, al pueblo y gobierno chileno.[123]